# مجسمه آزادی (لس آنجلس)
مجسمه آزادی (به انگلیسی: Freedom Sculpture) تندیسی از فولاد ضدزنگ به رنگ طلایی و نقره‌ای، واقع در بلوار سانتا مونیکا در بورلی هیلز، کالیفرنیا است که در سال ۲۰۱۷ توسط بنیاد فرهنگ ایران به شهرستان لس آنجلس، کالیفرنیا هدیه داده شد.
این تندیس الهام‌گرفته از منشورِ حقوقِ بشرِ کوروش است که توسط سسیل بالموند، معمار سری‌لانکایی-بریتانیایی طراحی شده‌است که طرح او از میان ۳۰۰ طرح دیگر که برای دریافت بودجه ۲٫۲ میلیون دلاری ساخت مجسمه رقابت می‌کردند انتخاب شده‌است.
این اثر که حدود ۹ هزار کیلوگرم وزن دارد بر روی پایه‌ای از جنس سنگ تراورتن قرار گرفته و همه قسمت‌های آن به‌طور کامل در ایالات متحده ساخته شده‌است.
این «مجسمه آزادی» یکی از بزرگ‌ترین پروژه‌های مبتنی بر حمایت مالی گروهی است و چون به شهر لس آنجلس هدیه شده‌است، بزرگ‌ترین و گران‌ترین هدیه گروهی در تاریخ آمریکا است. کمک‌ها به این برنامه از رقم‌های چند دلاری بوده‌است تا رقم‌های درشت و چند ده هزار دلاری. برای ساخت این تندیس یک میلیون و ۱۵۰ هزار نفر از بیش از ۵۰ ملیت مختلف جهان کمک مالی کرده‌اند. میزان کمک‌ها بیش از ۲٫۵ میلیون دلار بوده‌است و هزاران شهروند آمریکایی ایرانی‌تبار برای ساخت این تندیس صدها هزار دلار از طریق اعانه اینترنتی کمک کردند.
به گفته آقای بلموند، این طرح با الهام‌گیری از منشور کوروش کبیر، «نمادی است برای ارزش‌های همیشگی آزادی و رواداری». سسیل بلموند توضیح می‌دهد که مجسمه آزادی او به‌گونه‌ای طراحی شده که کسانی که با خودرو از بلوار سانتا مونیکا می‌گذرند با نگاه به این اثر هنری اشکال روی آن را به صورت نوشته‌هایی در حال حرکت و تغییر تجربه می‌کنند.
به گفته «لس آنجلس تایمز» بسیاری از شهروندان لس آنجلس، این تندیس را مجسمه آزادی در سواحل غربی آمریکا می‌دانند. این تندیس سه شنبه شب ۱۳ تیر ۱۳۹۶/ ۴ ژوئیه ۲۰۱۷ همزمان با جشن‌های روز استقلال آمریکا در شهر لس آنجلس در ایالت کالیفرنیا آمریکا رونمایی شد.